# Tom Paquot
Pour les articles homonymes, voir Paquot.
Tom Paquot (né le 22 septembre 1999 à Rocourt) est un coureur cycliste belge.

## Biographie
Chez les juniors (moins de 19 ans), Tom Paquot est notamment champion régional de Wallonie et troisième du Grand Prix E3 juniors en 2017. Il rejoint ensuite l'équipe AGO-Aqua Service, réserve de WB-Aqua Protect-Veranclassic, pour ses débuts espoirs (moins de 23 ans). 
En 2019, il obtient trois victoires, parmi lesquelles une étape du Tour de Liège, et termine quatrième du Grand Prix des Marbriers ou encore cinquième du championnat de Belgique espoirs. Il est également stagiaire dans l'équipe première Wallonie Bruxelles, en remplacement de son coéquipier Jonas Castrique, blessé.
En 2020, il remporte quatre courses : la course de côte de Vresse-sur-Semois, l'Arden Challenge (avec une étape) et le Mémorial Fred De Bruyne. Cette même année, il dispute plusieurs courses professionnelles sous le maillot de l'équipe Bingoal-Wallonie Bruxelles. Lors du Tour de Wallonie, il participe à plusieurs échappées et se classe deuxième du classement de la montagne.
Il passe professionnel à partir de 2021 au sein de l'équipe Bingoal-Wallonie Bruxelles, qui l'engage pour deux ans. Il épingle son premier dossard lors de l'Étoile de Bessèges, où il participe à une longue échappée lors de la première étape.
Pour la saison 2023, Tom Paquot s'engage avec la formation Intermarché Wanty-Gobert Matériaux.

## Palmarès et résultats

### Palmarès par année
- 2017
  - Champion de Wallonie juniors
  - Flèche du Brabant flamand
  - 3e du Grand Prix E3 juniors
- 2019
  - 4e étape du Tour de Liège[2]
  - Grote Prijs Beerens[7]
  - 2e du Grand Prix François-Faber
- 2020
  - Course de côte de Vresse-sur-Semois
  - Arden Challenge :
    - Classement général
    - 1re étape

  - Mémorial Fred De Bruyne
- 2021
  - 3e du Tour du Doubs

### Résultats sur les grands tours

#### Tour d'Espagne
1 participation
- 2024 : non-partant (16e étape)

### Classements mondiaux
| Année                                 | 2019  | 2020 | 2021 | 2022  | 2023  | 2024  |
| ------------------------------------- | ----- | ---- | ---- | ----- | ----- | ----- |
| Classement mondial                    | 1534e | nc   | 433e | 1518e | 2492e | 2169e |
| UCI Europe Tour                       | 1024e | nc   | 359e | 1015e | nc    | nc    |
|                                       |       |      |      |       |       |       |
| Légende : nc = non classéSource : UCI |       |      |      |       |       |       |